# 原田晃樹
原田 晃樹（はらだ こうき）は、日本の行政学者。立教大学コミュニティ福祉学部コミュニティ政策学科教授。

## 略歴
- 1990年、中央大学法学部政治学科卒業。

1992年、明治大学大学院政治経済学研究科博士前期課程修了。
- 2001年、四日市大学総合政策学部専任講師。
- 2005年、四日市大学総合政策学部助教授。
- 2006年、立教大学コミュニティ福祉学部コミュニティ政策学科専任講師。
- 2007年、立教大学コミュニティ福祉学部コミュニティ政策学科准教授。
- 2014年、立教大学コミュニティ福祉学部コミュニティ政策学科教授。

## 学外委員
- 2006年、杉並区保健福祉部「ゆうゆう館協働事業実施団体選定・評価委員会」副委員長
- 2010年、ふじみ野市行財政改革推進委員会副委員長
- 2010年、豊島区公の施設指定管理者審査委員会委員長
- 2010年、国立市地域保健福祉計画策定委員会委員長
- 2010年、ふじみ野市自治基本条例市民検討組織アドバイザー
- 2010年、全日本自治団体労働組合「分権時代における自治体職員の役割・働き方検討委員会」委員
- 2010年、東村山市自治基本条例市民参画推進審議会委員

## 受賞歴
- 2011年、生協総研賞第8回「表彰事業」特別賞

## 研究
主要研究テーマは「自治・協働」（NPOとのパートナーシップ、地域自治）、「政府間関係」（特に都道府県と市町村の関係、権限移譲）、「地方制度」（市町村合併、地域自治組織、大都市制度、府県制度）である。特に地方分権や規制緩和・民営化への流れの中で、政府間関係や官民の役割分担はどうあるべきかについて考察している。 
2010年-2013年の科研費基盤研究では「地域協働における非営利組織の現実－インフラストラクチャー組織と自治体の視角から」を課題とした。イギリスの協働政策が中央地方関係や官民関係に及ぼす影響の分析を通じて、社会的排除問題に取組む非営利セクターが、地域の政策形成やサービス供給において一定の影響力を行使できるようになるための基盤条件を考察するものである。 一連の研究においてはイギリスでの現地調査が行われており、著書『NPO再構築への道』（2010年、勁草書房）では日本のNPOがかかえる問題点についての具体的解決策を、イギリスの協働政策を検証しつつ示している。
尚、上記著作『NPO再構築への道』は生協総研賞第8回「表彰事業」（財団法人生協総合研究所、2009年1月-2010年12月対象）において特別賞を受賞した。

## 著書
- （共著） 編『介護保険と地方自治』敬文堂、1999年11月。
- （共著） 編『自治・分権と市町村合併』イマジン出版、2001年11月。
- （共著） 編『自治体の創造と市町村合併』第一法規出版、2003年2月。
- （共著） 編『現代日本の政治と地方自治』学術図書出版社、2005年10月。
- （共著） 編『たのしみを解剖する―アミューズメントの基礎理論―』現代書館、2008年4月。
- （共著） 編『生のリアリティと福祉教育』誠信書房、2009年3月。
- （共著） 編『NPO再構築への道－パートナーシップを支える仕組み』勁草書房、2010年4月。
- （共著） 編『闘う社会的企業』勁草書房、2013年3月。

## 所属学会
- 1995年、日本行政学会
- 1995年、日本地方自治学会
- 2009年、日本社会福祉学会
- 2009年、日本協働政策学会